# Søe-Assurance Compagniet
Det Kongelige octroierede Søe-Assurance Compagni, ofte omtalt som Søe-Assurance Compagniet, var det første søforsikringsselskab, der blev oprettet i Danmark. Selskabet blev dannet i 1728 og havde monopol på søforsikring frem til 1786.

## Historie
Det Kongelige octroierede Søe-Assurance Compagni blev grundlagt i Børsbygningen i København i 1728. Dets monopol på søforsikring blev udfordret af Niels Ryberg og andre større købmænd og skibsredere hen mod midten af århundredet. Monopolet blev endegyldigt ophævet i 1783, hvilket førte til den formelle etablering af De private Assurandeurer i 1786. Firmaet eksisterede indtil 1930.